# HAL Laboratory
La HAL Laboratory, Inc. (株式会社ハル研究所?, Kabushiki-gaisha haru kenkyūjo) è una software house giapponese specializzata in videogiochi fondata il 21 febbraio 1980.
La casa è una delle principali partner di sviluppo per Nintendo, le cosiddette second-party. Il nome della compagnia è stato tratto dal film 2001: Odissea nello spazio, in cui HAL era il nome del computer dall'intelligenza umana. Kirby, il personaggio più famoso creato dalla HAL, è spesso utilizzato come suo simbolo.
Non è però cominciata con Nintendo e il NES l'avventura della HAL Laboratory ma già nei primi anni ottanta, con i computer MSX e il Commodore Vic 20. HAL si lega alla casa di Kyōto dal 1986 sul Famicom Disk System con il gioco Gall Force (dall'anime omonimo). Da allora in poi avrebbe sviluppato sempre in esclusiva per tutti i sistemi Nintendo.
HALKEN (derivato dal nome letterale Giapponese "HAL KENkyūjo") è stato usato negli anni novanta come nome alternativo, per distinguersi, poiché molti titoli di quel periodo furono inoltre realizzati dalla HAL America, una sussidiaria Nord Americana della compagnia.
Satoru Iwata, per oltre 10 anni presidente di Nintendo, era precedentemente il presidente di HAL.
Altra figura fondamentale per la HAL, e per Nintendo stessa, è Masahiro Sakurai, il creatore di Kirby e di Super Smash Bros.

## Videogiochi

### Dispositivi Nintendo

#### Famicom Disk Sistem
- Eggerland
- Eggerland: Souzouhe no Tabidachi
- Famicom Grand Prix II: 3D Hot Rally
- Fire Bam
- Gall Force: Eternal Story

#### Nintendo Entertainment System
- Othello
- Air Fortress
- Vegas Dream
- Rollerball
- Adventures of Lolo
- Adventures of Lolo 2
- Adventures of Lolo 3
- New Ghostbusters II
- Kabuki Quantum Fighter
- Metal Slader Glory
- Day Dreamin' Davey
- Kirby's Adventure
- Satsui no Kaisou: Power Soft Renzoku Satsujin Jiken
- Skyscraper
- Jumbo Ozaki no Hole in One Professional
- Uchuu Keibitai SDF
- Joust
- Defender II
- Millipede
- World Rally Championship
- Joy Radar

#### Super Nintendo Entertainment System
- Alcahest
- Arcana
- EarthBound
- Hal's Hole in One Golf
- Hyper Zone
- Kirby's Star Stacker
- Kirby's Fun Pak
- Kirby's Avalanche
- Kirby's Dream Course
- Kirby's Dream Land 3
- NCAA Basketball
- SimCity
- Vegas Stakes
- Metal Slader Glory: Director's Cut

#### Nintendo 64
- EarthBound 64 - annullato
- Kirby 64: The Crystal Shards
- Pokémon Snap
- Pokémon Stadium
- Pokémon Stadium 2
- Shigesato Itoi's No. 1 Bass Fishing
- Super Smash Bros.
- SimCity 64
- SimCopter 64

#### GameCube
- Kirby Air Ride
- Super Smash Bros. Melee
- Kirby Tilt 'n' Tumble 2 (annullato)
- Kirby (annullato)

#### Wii
- Super Smash Bros. Brawl
- Minna no Joushiki Ryoku TV
- Kirby e la stoffa dell'eroe
- Kirby's Adventure Wii
- Kirby's Dream Collection

#### Wii U
- Kirby e il pennello arcobaleno

#### Nintendo Switch
- Kirby Star Allies
- Part Time UFO
- Kirby e la terra perduta
- Kirby's Adventure Wii(remake anche chiamato Kirby return to dreamland Deluxe)
- Kirby's Dream Buffet
- BOXBOY! + BOXGIRL!

#### Game Boy
- Revenge of the Gator
- Ghostbusters II
- Kirby's Dream Land
- Kirby's Pinball Land
- Adventures of Lolo
- Vegas Stakes
- Kirby's Dream Land 2
- Kirby's Block Ball
- Kirby's Star Stacker
- Shanghai
- Trax

#### Game Boy Color
- Kirby Tilt 'n' Tumble

#### Game Boy Advance
- Kirby: Nightmare in Dream Land
- Kirby e il labirinto degli specchi
- Mother 3
- Battland (annullato)
- Luna Blaze (annullato)

#### Nintendo DS
- Kirby: L'oscuro disegno
- Common Sense Training
- Kirby: Topi all'attacco
- Pokémon Ranger
- Kirby Super Star Ultra
- Picross 3D
- Kirby Mass Attack
- Face Pilot

#### Nintendo 3DS
- Face Raiders
- Kirby: Triple Deluxe
- Kirby Fighters Deluxe
- Dedede's Drum Dash Deluxe
- BoxBoy!
- Picross 3D: Round 2
- BoxBoxBoy!
- Kirby: Planet Robobot
- Bye-Bye BoxBoy!
- Team Kirby Clash Deluxe
- Kirby's Blowout Blast
- Kirby Battle Royale
- AR Games (Nintendo 2/3 DS)

### Altri dispositivi

#### Commodore VIC-20
- Radar Rat Race
- Star Battle
- Jupiter Lander (clone di Lunar Lander)
- Road Race (clone di Night Driver)
- Poker
- Money Wars

#### Commodore MAX Machine/Commodore 64
- Pool
- Billiards
- Bowling
- Jupiter Lander
- LeMans
- Mole Attack
- Money Wars
- Pinball Spectacular
- Road Race
- Slalom

#### ColecoVision
- Mr. Chin

#### MSX
- Balance
- Butamaru Pants
- Cue Star
- Dragon Attack
- Dunk Shot
- Eggerland Mystery
- Eggerland 2
- Fruit Search
- Gall Force
- Heavy Boxing
- Hole in One
- Hole in One Professional
- Inside the Karamaru
- Inspecteur Z
- Mobile Planet Stillus/The Roving Planet Stillus
- Mr. Chin
- Pachipro Densetsu
- Picture Puzzle
- Rollerball
- Space Maze Attack
- Space Trouble
- Step Up
- Super Billiards
- Super Snake
- Swimming Tango
- Tetsuman
- The Roving Planet Styllus

#### MSX2
- Hole in One Special
- Zukkoke Yajikita Onmitsudoutyuu
- Mr. Ninja - Ashura's Chapter

#### PC Engine
- Hu PGA Tour Power Golf 2: Golfer

#### Windows
- Eggerland Episode 0: Quest of Rara
- Egger Land for Windows 95
- Revival! Eggerland